# Como Calcio 1998-1999
Questa voce raccoglie le informazioni riguardanti il Como Calcio nelle competizioni ufficiali della stagione 1998-1999.

## Stagione
Nella stagione 1998-1999 il Como Calcio allenato da Giovanni Trainini ha concorso in due competizioni ufficiali in campionato nel girone A di Serie C1 si è classificato al secondo posto, alle spalle del promosso in Serie B Alzano Virescit, costretta al playoff la squadra lariana è stata eliminata nel doppio confronto di semifinale dalla Pistoiese. Al termine del girone di andata il Como è secondo con 29 punti, molto lontano dall'Alzano che ha otto lunghezze di vantaggio. Nel girone di ritorno fa ancor meglio, raccoglie 32 punti, confermandosi al secondo posto da solo. Ma la regola dei playout si dimostra implacabile, per il Como la semifinale con la Pistoiese è fatale. Nel corso della stagione si sono distinti in fatto di marcature due atleti, Tommaso Rocchi autore di 12 reti e Luca Saudati con 11 centri. La seconda competizione disputata dal Como è stata la  Coppa Italia di Serie C, torneo nel quale la squadra lariana disputa il girone C, vinto dall'Albinoleffe, che passa il turno.

## Sponsorizzazione
Sponsor Tecnico: Erreà
Sponsor Ufficiale: Polti

## Rosa
| N. |                   | Ruolo | Calciatore        |
| -- | ----------------- | ----- | ----------------- |
|    | Italia (bandiera) | P     | Simone Braglia    |
|    | Italia (bandiera) | P     | Gianluca Spinelli |
|    | Italia (bandiera) | D     | Gabriele Baraldi  |
|    | Gambia (bandiera) | D     | Simon Barjie      |
|    | Italia (bandiera) | D     | Alberto Comazzi   |
|    | Italia (bandiera) | D     | Luigi Crisopulli  |
|    | Italia (bandiera) | D     | Corrado Ferracuti |
|    | Italia (bandiera) | D     | Paolo Gobba       |
|    | Italia (bandiera) | D     | Stefano Motta     |
|    | Italia (bandiera) | D     | Tommaso Movilli   |
|    | Italia (bandiera) | D     | Alfredo Ottolina  |
|    | Italia (bandiera) | D     | Ruggero Radice    |

| N. |                   | Ruolo | Calciatore            |
| -- | ----------------- | ----- | --------------------- |
|    | Italia (bandiera) | D     | Francesco Rossi       |
|    | Italia (bandiera) | C     | Fabio Cinetti         |
|    | Italia (bandiera) | C     | Alberto Colombo       |
|    | Italia (bandiera) | C     | Oscar Damiani Jr      |
|    | Italia (bandiera) | C     | Massimiliano Ferrigno |
|    | Italia (bandiera) | C     | Matteo Ambrosoni      |
|    | Italia (bandiera) | C     | Omar Milanetto        |
|    | Italia (bandiera) | A     | Cristian Bertani      |
|    | Italia (bandiera) | A     | Gabriele Donghi       |
|    | Italia (bandiera) | A     | Claudio Salvi         |
|    | Italia (bandiera) | A     | Luca Saudati          |
|    | Italia (bandiera) | A     | Tommaso Rocchi        |

### Calciatori ceduti durante la stagione
| N. |                   | Ruolo | Calciatore                                           |
| -- | ----------------- | ----- | ---------------------------------------------------- |
|    | Italia (bandiera) | P     | Michele Nicoletti (al Piacenza da ottobre 1998)      |
|    | Italia (bandiera) | D     | Giacomo Gattuso (al Catania da gennaio 1999)         |
|    | Italia (bandiera) | C     | Gianni Garghentini (alla Pro Sesto da ottobre 1998)  |
|    | Italia (bandiera) | C     | Giovanni Igor Marziano (al Catania da ottobre 1998)  |
|    | Italia (bandiera) | A     | Pierpaolo Tomassini (alla Triestina da ottobre 1998) |

## Risultati

### Serie C1

#### Girone di andata
| Arbitro: | Ambrosino (Torre del Greco) |

|                         |           |  |
| Bonaldi 47’ (rig.), 77’ | Marcatori |  |

| Arbitro: | Campfiorito (Chiavari) |

|                                   |           |                            |
| Saudati 7’ Baraldi 33’ Rocchi 66’ | Marcatori | 30’ Facciotto 57’ Verolino |

| Arbitro: | Pieri (Genova) |

|                            |           |                                  |
| Pelatti 15’ Lunardon 45+1’ | Marcatori | 11’ (rig.) Saudati 75’ Milanetto |

| Arbitro: | Cecotti (Udine) |

|                                                              |           |  |
| C. Salvi 7’ Saudati 24’ (rig.) Rocchi 54’ (rig.) Damiani 57’ | Marcatori |  |

| Arbitro: | Alario (Civitavecchia) |

|  |           |              |
|  | Marcatori | 24’ C. Salvi |

| Como 11 ottobre 1998 6ª giornata | Como                     | 0 – 0 | Siena | Stadio Giuseppe Sinigaglia\| Arbitro: \| Morganti (Ascoli Piceno) \| |
| Arbitro:                         | Morganti (Ascoli Piceno) |       |       |                                                                      |

| Varese 18 ottobre 1998 7ª giornata | Varese              | 0 – 0 | Como | Stadio Franco Ossola\| Arbitro: \| Cavallaro (Legnago) \| |
| Arbitro:                           | Cavallaro (Legnago) |       |      |                                                           |

| Modena 25 ottobre 1998 8ª giornata | Modena        | 0 – 0 | Como | Stadio Alberto Braglia\| Arbitro: \| Lion (Padova) \| |
| Arbitro:                           | Lion (Padova) |       |      |                                                       |

| Arbitro: | Manari (Teramo) |

|            |           |                       |
| Rocchi 85’ | Marcatori | 24’ Madonna 90’ Memmo |

| Arbitro: | Verrucci (Fermo) |

|  |           |             |
|  | Marcatori | 69’ Saudati |

| Arbitro: | Evangelista (Avellino) |

|              |           |              |
| Ferracuti 8’ | Marcatori | 28’ Fioretti |

| Montevarchi 29 novembre 1998 12ª giornata | Montevarchi         | 0 – 0 | Como | Stadio Gastone Brilli Peri\| Arbitro: \| Battaglia (Messina) \| |
| Arbitro:                                  | Battaglia (Messina) |       |      |                                                                 |

| Arbitro: | Campofiorito (Chiavari) |

|                                           |           |                     |
| Rocchi 61’ Saudati 82’ (rig.) Damiani 87’ | Marcatori | 24’ (rig.) Scazzola |

| Arbitro: | Cannella (Palermo) |

|                                      |           |               |
| Rocchi 31’ (rig.) Saudati 46’ (rig.) | Marcatori | 12’ Antonioli |

| Arbitro: | Ambrosino (Torre del Greco) |

|            |           |            |
| Scarpa 21’ | Marcatori | 31’ Rocchi |

| Arbitro: | Dattilo (Locri) |

|                            |           |              |
| Milanetto 7’ Damiani 90+1’ | Marcatori | 83’ Giacobbo |

| Arbitro: | Silvestrini (Macerata) |

|               |           |              |
| Menchetti 50’ | Marcatori | 30’ C. Salvi |

#### Girone di ritorno
| Arbitro: | Gasperoni (Ancona) |

|           |           |               |
| Rocchi 7’ | Marcatori | 90+2’ Geraldi |

| Arbitro: | Verrucci (Fermo) |

|  |           |               |
|  | Marcatori | 45+1’ Saudati |

| Arbitro: | Zaltron (Bassano del Grappa) |

|                                         |           |                             |
| Libassi 1’ (aut.) S. Melotti 42’ (aut.) | Marcatori | 9’ De Silvestro 58’ Pelatti |

| Lumezzane 31 gennaio 1999 21ª giornata | Lumezzane                  | 0 – 0 | Como | Nuovo Stadio Comunale\| Arbitro: \| Ciccoianni (Ascoli Piceno) \| |
| Arbitro:                               | Ciccoianni (Ascoli Piceno) |       |      |                                                                   |

| Arbitro: | Cassarà (Palermo) |

|                           |           |  |
| Ferrigno 8’ Ambrosoni 71’ | Marcatori |  |

| Arbitro: | Tomasi (Conegliano) |

|            |           |            |
| Fiorin 88’ | Marcatori | 77’ Rocchi |

| Arbitro: | Cirone (Palermo) |

|                |           |  |
| A. Colombo 73’ | Marcatori |  |

| Arbitro: | Campofiorito (Chiavari) |

|                               |           |                                    |
| Rocchi 39’ Saudati 89’ (rig.) | Marcatori | 79’ (rig.) Vincioni 81’ Pietranera |

| Alzano Lombardo 21 marzo 1999 26ª giornata | Alzano Virescit   | 0 – 0 | Como | Stadio Carillo Pesenti Pigna\| Arbitro: \| Urbano (Carbonia) \| |
| Arbitro:                                   | Urbano (Carbonia) |       |      |                                                                 |

| Arbitro: | Cavuoti (Vasto) |

|                         |           |  |
| Rocchi 47’ C. Salvi 83’ | Marcatori |  |

| Arbitro: | Esposito (Trapani) |

|  |           |                        |
|  | Marcatori | 1’ C. Salvi 84’ Rocchi |

| Como 11 aprile 1999 29ª giornata | Como                   | 0 – 0 | Montevarchi | Stadio Giuseppe Sinigaglia\| Arbitro: \| Evangelista (Avellino) \| |
| Arbitro:                         | Evangelista (Avellino) |       |             |                                                                    |

| Arbitro: | Strocchia (Nola) |

|               |           |                          |
| Bertolini 19’ | Marcatori | 37’ Damiani 75’ C. Salvi |

| Arbitro: | Saccani (Mantova) |

|              |           |  |
| Affuso 90+4’ | Marcatori |  |

| Arbitro: | Benedetti (Vicenza) |

|                                        |           |  |
| Baraldi 65’ A. Colombo 70’ Bertani 79’ | Marcatori |  |

| Arbitro: | Battaglia (Messina) |

|                                |           |                                |
| Massara 16’ (rig.) Lorenzo 44’ | Marcatori | 2’ (rig.) C. Salvi 58’ Saudati |

| Arbitro: | Zaltron (Bassano del Grappa) |

|                  |           |              |
| Saudati 44’, 78’ | Marcatori | 58’ Pierotti |

#### Play-off
| Arbitro: | Semeraro (Taranto) |

|             |           |  |
| Bonaldi 55’ | Marcatori |  |

| Arbitro: | Cassarà (Palermo) |

|            |           |                 |
| Rocchi 51’ | Marcatori | 10’ Castiglione |

### Coppa Italia Serie C

#### Fase eliminatoria a gironi
| Sesto San Giovanni 23 agosto 1998 1ª giornata | Pro Sesto         | 0 – 0 | Como | Stadio Ernesto Breda\| Arbitro: \| Saccani (Mantova) \| |
| Arbitro:                                      | Saccani (Mantova) |       |      |                                                         |

| Como 26 agosto 1998 2ª giornata | Como           | 0 – 0 | Cremapergo | Stadio Giuseppe Sinigaglia\| Arbitro: \| Lecci (Varese) \| |
| Arbitro:                        | Lecci (Varese) |       |            |                                                            |

| 30 agosto 3ª giornata |  | – Turno di riposo Como |  |  |

| Arbitro: | Urbano (Carbonia) |

|                        |           |                    |
| Del Prato 90+5’ (rig.) | Marcatori | 13’ (rig.) Saudati |

| Arbitro: | Valensin (Milano) |

|              |           |  |
| Ferrigno 55’ | Marcatori |  |